# Miloš Krasić
Pour les articles homonymes, voir Krasić (homonymie).
Miloš Krasić (en serbe en écriture cyrillique : Милош Красић), né le 1er novembre 1984 à Titova Mitrovica (auj. Mitrovicë) en Yougoslavie (auj. au Kosovo) est un footballeur international serbe, qui évolue au poste de milieu de terrain. 
Il est réputé pour sa vitesse, sa puissance et ses débordements.

## Biographie

### En club

#### Débuts en Serbie
Rapidement après le début de sa carrière dans le club de football local « Rudar Kosovska Mitrovica », il est remarqué par le club serbe de Vojvodina Novi Sad où il signe son premier contrat professionnel en 1999 alors qu'il est âgé de 14 ans.

#### CSKA Moscou
Au cours de l'été 2004, il est acheté par le CSKA Moscou, il y joue son premier match le 11 juillet 2004 contre le club d'Amkar où il rentre à la 71e minute. Ce match est finalement remporté 3-0.
En 2008, après une bonne saison en Russie, il intéresse le Real Madrid qui aimerait acheter ce joueur mais ces rumeurs ne se concrétisent pas. Le 19 avril 2009, il réalise un triplé contre le FK Khimki (6e, 31e et 74e minute) pour la 5e journée du Championnat russe (score final 3-0).
Auteur d'une excellente saison en 2009, il est élu meilleur joueur serbe de l'année. Il marque 4 buts en Ligue des champions de l'UEFA 2009-2010 tandis qu'avec la Serbie, il décroche la première place (devant la France) du groupe 7 de la zone Europe des éliminatoires à la Coupe du monde 2010. 

#### Juventus
Il est transféré à la Juventus de Turin pour un montant de 15 millions d'euros. Annoncé comme le nouveau Nedved, la Juventus compte sur le Serbe pour se relancer d'une saison catastrophique. Le 26 septembre 2010 contre Cagliari pour son sixième match il marque un triplé, ses trois premiers buts sous le maillot de la Juve lors de la victoire 4-2.
Après le match contre Bologne, le 24 octobre 2010, dans lequel Krasić est l'auteur d'une simulation à l'origine d'un penalty (manqué par son partenaire Iaquinta), Miloš est au centre d'une polémique contre son club la Juventus de Turin et se voit sanctionné de deux matchs de suspension, dont celui face au Milan AC.

#### Fenerbahçe
Miloš Krasić signe un contrat de 4 ans avec le club d'Istanbul, Fenerbahçe le 3 août 2012. Le montant du transfert est estimé à 7 millions d'euros. İl reçoit un salaire de 2,3 millions d'euros.

#### SC Bastia
Le 30 août 2013, Miloš Krasić est prêté un an avec option d'achat au SC Bastia. Il inscrit son premier but sous son nouveau maillot lors d'une victoire 4-1 contre le FC Lorient.

### En équipe nationale
Krasić est un acteur important dans l'équipe espoirs de Serbie. Il est présent pour deux championnats jeunes d'Europe, ainsi que les Jeux olympiques d'été de 2004. En 2006, face à l'Ukraine, son équipe perd en demi-finale lors de la séance de tirs au but (4 pour la Serbie, 5 pour l'Ukraine). 
En 2006, Miloš Krasić fait ses débuts en équipe nationale. Il marque son premier but, en septembre 2008, lors d'un match contre la Lituanie. C'est lui qui ouvre le score lors du match contre l'Autriche le 15 novembre 2008 dès la 15e minute dans un match de qualification pour la Coupe du monde 2010.

## Palmarès
CSKA Moscou
- Vainqueur de la Coupe UEFA en 2005.
- Champion de Russie en 2005 et 2006.
- Vainqueur de la Coupe de Russie en 2005, 2006, 2008 et 2009.
- Vainqueur de la Supercoupe de Russie en 2006, 2007 et 2009.

 Juventus Turin
- Champion d'Italie en 2012.
- Finaliste de la  Coupe d'Italie en 2012.

 Fenerbahçe SK
- Vainqueur de la Coupe de Turquie en 2013.